# ديلسون (كيبك)
ديلسون (بالإنجليزية: Delson, Quebec)‏ هي بلدية محلية في كيبيك تقع في كندا في بلدية مقاطعة روسيون الإقليمية. يقدر عدد سكانها بـ 7,462 نسمة ومساحتها 7.70 كم2 .